# Leonia
Leonia – żeński odpowiednik imienia Leon.
Leonia imieniny obchodzi: 
- 10 stycznia, jako wspomnienie św. Leonii Franciszki Aviat[1]
- 3 maja, jako wspomnienie bł. Marii Leonii Paradis[2]

Znane osoby noszące to imię: 
- Leonia Gradstein (1894–1984) – pisarka, tłumaczka, muzykolog

Zobacz też:
- Leosia